# Free Me
Free Me — второй сольный альбом британской певицы Эммы Бантон, выпущенный 9 февраля 2004 года лейблом Polydor. Альбом попал в UK Albums Chart и занял 6 место в этом хит-параде. В поддержку альбома было выпущено 4 сингла.

## История выхода альбома
Альбом «Free Me» был выпущен 3 года спустя после «A Girl Like Me», выпущенный в 2001 году. Двенадцать недель альбом не выходил из UK Albums Chart, заняв 6-ю строчку в хит-параде. За первые несколько месяцев было продано 141,712 копий, тем самым заработав золотой
статус. Альбом был тепло встречен критиками, назвав его «Лучшим альбомом Бэби Спайс за всю её сольную карьеру» из-за его броского и забавного использования музыкальных элементов из 1960-х. Альбом был спродюсирован Майком Педеном
и Яком Бонди.

## Список композиций
1. Free Me
2. Maybe
3. I’ll Be There
4. Tomorrow
5. Breathing
6. Crickets Sing For Anamaria
7. No Sign Of Life
8. Who The Hell Are You
9. Lay Your Love On Me
10. Amazing (feat. Луис Фонси)
11. You Are
12. Something So Beatiful

### Бонус-треки для Американского издания
1. Free Me (Dr. Octavio Seduction Remix)
2. Free Me (Intention Full Remix)

## Синглы
Первый сингл «Free Me» был
выпущен 27 мая 2003 года. Песня быстро попала в радиоротацию, сингл имел успех в Великобритании, достигающий 5 места в UK Singles Chart.
Вторым синглом стал трек «Maybe», выпущенный 13 октября 2003 года, также получившего обширную ротацию по всей Великобритании, заняв 6 место в UK Singles Chart, на одну строчку ниже, чем его предшественник.
26 января 2004 вышел в свет третий сингл «I’ll Be There». Сингл, как и его два предшественника, тоже попал в ротацию, заняв 7 место в UK Singles Chart, на одну строчку ниже «Maybe» и
на две строчки ниже «Free Me».
Альбом продал больше копий за первую неделю, чем её дебютный сольный диск «A Girl Like Me», 25,000
копий, на 4000 копии больше, чем у первого альбома. Поэтому Бантон стала единственной экс-перчинкой, которая смогла продать больше копий второго альбома, чем первого в Великобритании.
31 мая 2004 года был выпущен четвёртый и заключительный сингл «Crickets Sing For Anamaria». Но несмотря на предыдущие 3 сингла, которые занимали высокие позиции в UK Singles Chart, этот сингл занял 15 место в британском хит-
параде, продав всего 25,000 копий, и
став единственной самой низкой
продажей Бантон.

## Видеоклипы
| Год          | Клип                         | Режиссёр    |
| ------------ | ---------------------------- | ----------- |
| Май 2003     | «Free Me»                    | Грэг Масуак |
| Октябрь 2003 | «Maybe»                      | Грэг Масуак |
| Январь 2004  | «I’ll Be There»              | Грэг Масуак |
| Май 2004     | «Crickets Sing For Anamaria» | Фил Гриффин |

## Чарты
| Страна/территория (Чарт)         | Высшая Позиция |
| -------------------------------- | -------------- |
| Великобритания (UK Albums Chart) | 7              |

## Сертификация
| Страна         | Сертификация |
| -------------- | ------------ |
| Великобритания | «Золотой»    |

## История релиза
| Страна         | Дата             | Лейбл            |
| -------------- | ---------------- | ---------------- |
| Великобритания | 9 февраля 2004   | Polydor Records  |
| Австралия      | 19 июля 2004     | Universal Music  |
| Бразилия       | 20 сентября 2004 | Universal Music  |
| Германия       | 21 января 2005   | Universal Music  |
| США            | 25 января 2005   | 19 Entertainment |